# Geoffrey Chater
Geoffrey Chater (* 23. März 1921 in Barnet, Hertfordshire; † 16. Oktober 2021) war ein britischer Schauspieler.

## Leben
Chater, Sohn der Schauspielerin Peggy, die unter dem Namen Gwendoline Gwynn auftrat, wurde bekannt als Darsteller eher pompöser Persönlichkeiten, vornehmlich in Nebenrollen in zahlreichen Fernsehserien wie Heartbeat, Foyle’s War, Dad’s Army, Rumpole of the Bailey, Inspector Barnaby und One Foot in the Grave.
Nach dem Krieg begann er seine Karriere zunächst beim Theater. Ab Anfang der 1950er Jahre war er auch in Film- und Fernsehproduktionen zu sehen. 1961 war er im Science-Fiction-Film Der Tag, an dem die Erde Feuer fing als Pat Holroyd zu sehen. Er hatte Nebenrollen kleiner bis mittlerer Größe in den Filmklassikern If..., Barry Lyndon und Gandhi. 1971 übernahm er im Kriminalfilm John Christie, der Frauenwürger von London die Rolle des Oberstaatsanwaltes Christmas Humphreys. Er kehrte aber immer wieder zum Theater zurück. Als prägend wird seine Personifizierung des Polonius in der Jonathan-Pryce-Version von Hamlet angesehen, die 1980 im Londoner Royal Court Theatre zur Aufführung kam.
Ein besonderes Echo bekam er nach seinem Auftritt als 77-jähriger in der Episode Villain in der Serie The Bill, wo er einen Kriegshelden darstellte der in einem Selbstmordpakt mit seiner Frau verstrickt war. Zuletzt stand Chater im Jahr 2005 für eine Episode von Inspector Barnaby vor der Kamera. Noch 2017 gab der damals 96-jährige Schauspieler eine Lesung aus den Werken von John Masefield.
1949 heiratete er Jennifer Hill, mit der er eine Tochter und zwei Söhne hatte. Er lebte lange in London und später in Iden, einem Dorf in East Sussex.

## Filmografie (Auswahl)
- 1951: Sherlock Holmes (Fernsehserie, eine Folge)
- 1952: Jan at the Blue Fox (Fernsehserie, vier Folgen)
- 1956: My Friend Charles (Fernsehserie, vier Folgen)
- 1957: Motive for Murder (Fernsehserie, sechs Folgen)
- 1958: The Strange World of Planet X
- 1958: Battle of the V-1
- 1961: Der Tag, an dem die Erde Feuer fing (The Day the Earth Caught Fire)
- 1962: Der Mörder mit den gelben Handschuhen (Two Letter Alibi)
- 1966–1967: The Troubleshooters (Fernsehserie, fünf Folgen)
- 1967–1968: Mit Schirm, Charme und Melone (The Avengers, Fernsehserie, 2 Folgen)
- 1968: If… (if…)
- 1968: Simon Templar (The Saint; Fernsehserie, 1 Folge)
- 1970–1972: Callan (Fernsehserie, zehn Folgen)
- 1971: John Christie, der Frauenwürger von London (10 Rillington Place)
- 1972: Mord nach Mass (Endless Night)
- 1973: Der Erfolgreiche (O Lucky Man)
- 1974: Meine Beine sind die schönsten (The Best Pair of Legs in the Business)
- 1975: Moll Flanders (Fernsehfilm)
- 1975: Barry Lyndon
- 1977: Devenish (Fernsehserie, fünf Folgen)
- 1981: Bognor (Fernsehserie, sechs Folgen)
- 1981: Othello (Fernsehfilm)
- 1982: Shackleton (Fernsehfilm)
- 1982: Gandhi
- 1985: Blott on the Landscape (Fernsehserie, fünf Folgen)
- 1985–1986: Mapp & Lucia (Fernsehserie, zehn Folgen)
- 1987: Wettlauf zum Ruhm (Life Story, Fernsehfilm)
- 1988: Diplomat in Sachen Liebe (Indiscreet, Fernsehfilm)
- 1989: Norbert Smith, a Life (Fernsehfilm)
- 1990: Bethune – Ein Arzt wird zum Helden (Bethune: The Making of a Hero)
- 1994: The Rector’s Wife (Fernsehserie, drei Folgen)
- 1995: Inspektor Fowler – Härter als die Polizei erlaubt (The Thin Blue Line; Fernsehserie, 1 Folge)
- 1999, 2003: Heartbeat (Fernsehserie, 2 Folgen)
- 2003: Foyle’s War (Fernsehserie, eine Folge)
- 2005: Inspector Barnaby (Midsomer Murders) Fernsehserie, Staffel 8, Folge 4: Die Blumen des Bösen (Orchis Fatalis)